# Fendt
Fendt è un produttore tedesco di trattori e di macchine agricole. Fondata nel 1937 da Xaver Fendt, dal 1997 fa parte del gruppo statunitense AGCO.
Dopo l'acquisizione da parte di AGCO, sono state scorporate le consociate Fendt-Fördertechnik GmbH, con sede a Kempten (importatrice di carrelli elevatori Nissan per la vendita in Germania) e la Fendt Caravan ,produttrice di autocaravan (camper) e caravan (roulotte) con l'omonimo marchio, la cui produzione era iniziata con l'acquisto di Werke Lely-Dechentreiter da parte di Fendt nel 1970.
Nel 2011 Fendt ha venduto 14.897 trattori, di cui oltre il 38% in Germania.

## Storia

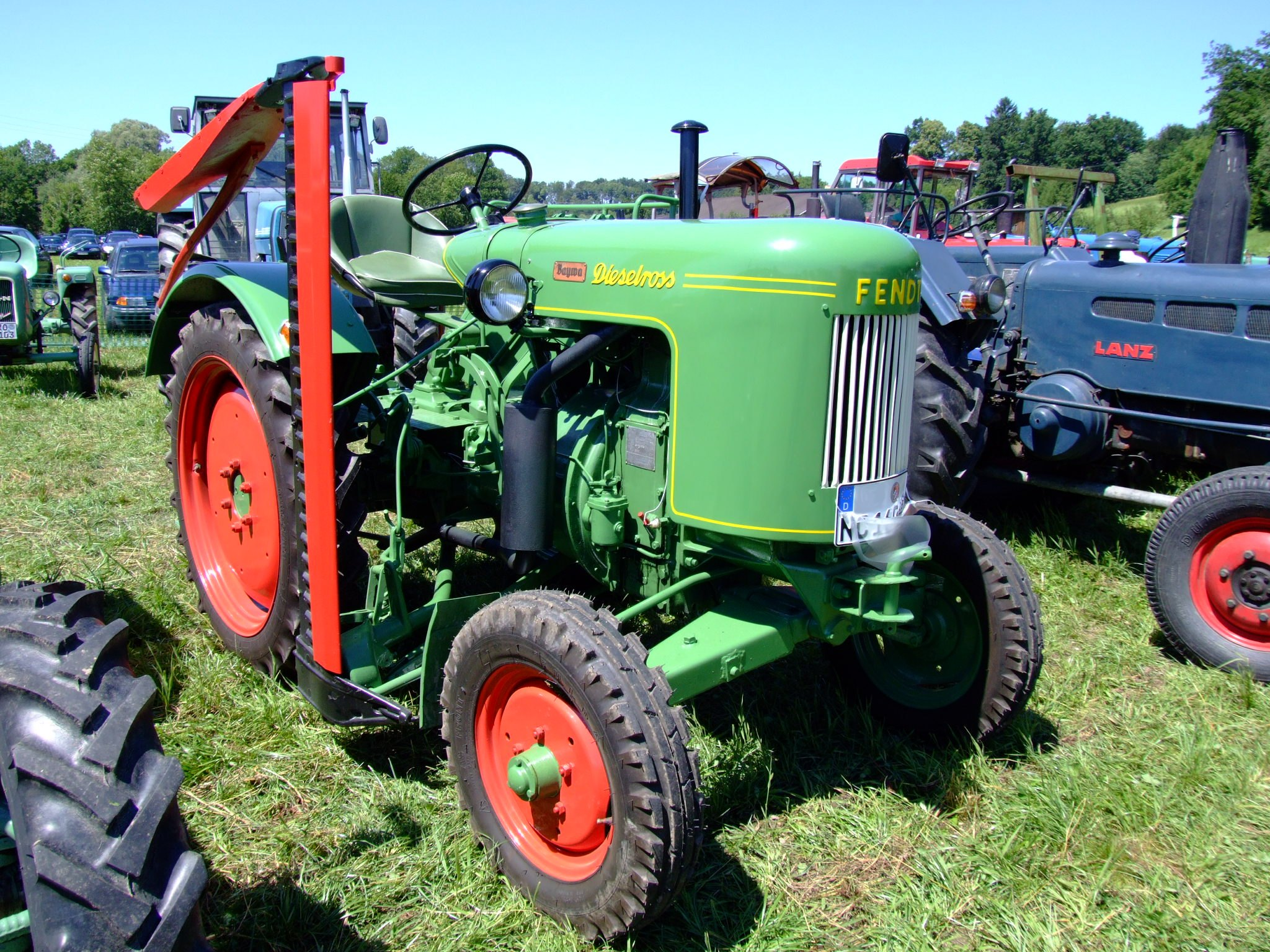
Fendt Dieselross F20G

L'azienda nasce nel 1928, quando venne realizzata la prima barra falciante motorizzata con marchio Fendt.
In seguito al successo ottenuto, l'azienda iniziò a produrre modelli più potenti.
Nel 1930 i fratelli Fendt e Turletti (Hermann, Xaver e Paul) insieme al padre Johann Georg costruiscono il primo trattore europeo da 9CV, con aratro e barra falciante ad azionamento indipendente dalla velocità di avanzamento, il Fendt Dieselross F9 (in tedesco Dieselross significa cavallo a gasolio).
Il nome era stato coniato dal proprietario dell'esemplare, ma incontrò il favore dei Fendt, al punto che fu adottato in via ufficiale.
Il 31 dicembre 1937 la ditta Xaver Fendt & Co. viene iscritta nel registro delle imprese di Kempten.
Nel 1938 viene costruito il 1000º trattore Dieselross, un F18 con 16CV. Nello stesso anno venne presentato anche l'F22 con una potenza di 22 CV con una cilindrata di 2.198 cm³.
Nel 1942, come la maggior parte delle aziende di questo settore, iniziò a dotare i suoi trattori di impianto di gasogeno a causa della penuria di carburante a seguito della seconda guerra mondiale, nacque così il Fendt Dieselross G25 con motore a gas Deutz con 25 CV e 3.979 cm³ con un'autonomia di 230 litri di legna.
Nel 1949 fu presentato il modello Dieselross F15, proprio quando nell'agricoltura tedesca la  si stava affermando la meccanizzazione. Riscosse un enorme successo, tanto da rimanere in produzione fino al 1959. Da questo trattore discesero numerose versioni e nuovi modelli come il Dieselross F12 (1952), F17 (1956), F20 (1951), F24 (1955), F40 (1951).
Nel 1958 fu presentato il Fendt Farmer 1, nasce la nuova serie Farmer che continua tuttora.
Nel 1959 venne introdotta la nuova serie Fix, denominata FF, con il Fix 1 e Fix 2 da 19CV. All'interno della serie FF c'era il nuovo Fendt Dieselross Favorit 1, erede dell'F40, con appunto 40 CV e 3.120 cm³ prodotto in circa 2.769 esemplari. Nasce così la serie Favorit che contunua tuttora con nuovi e tecnologici modelli.

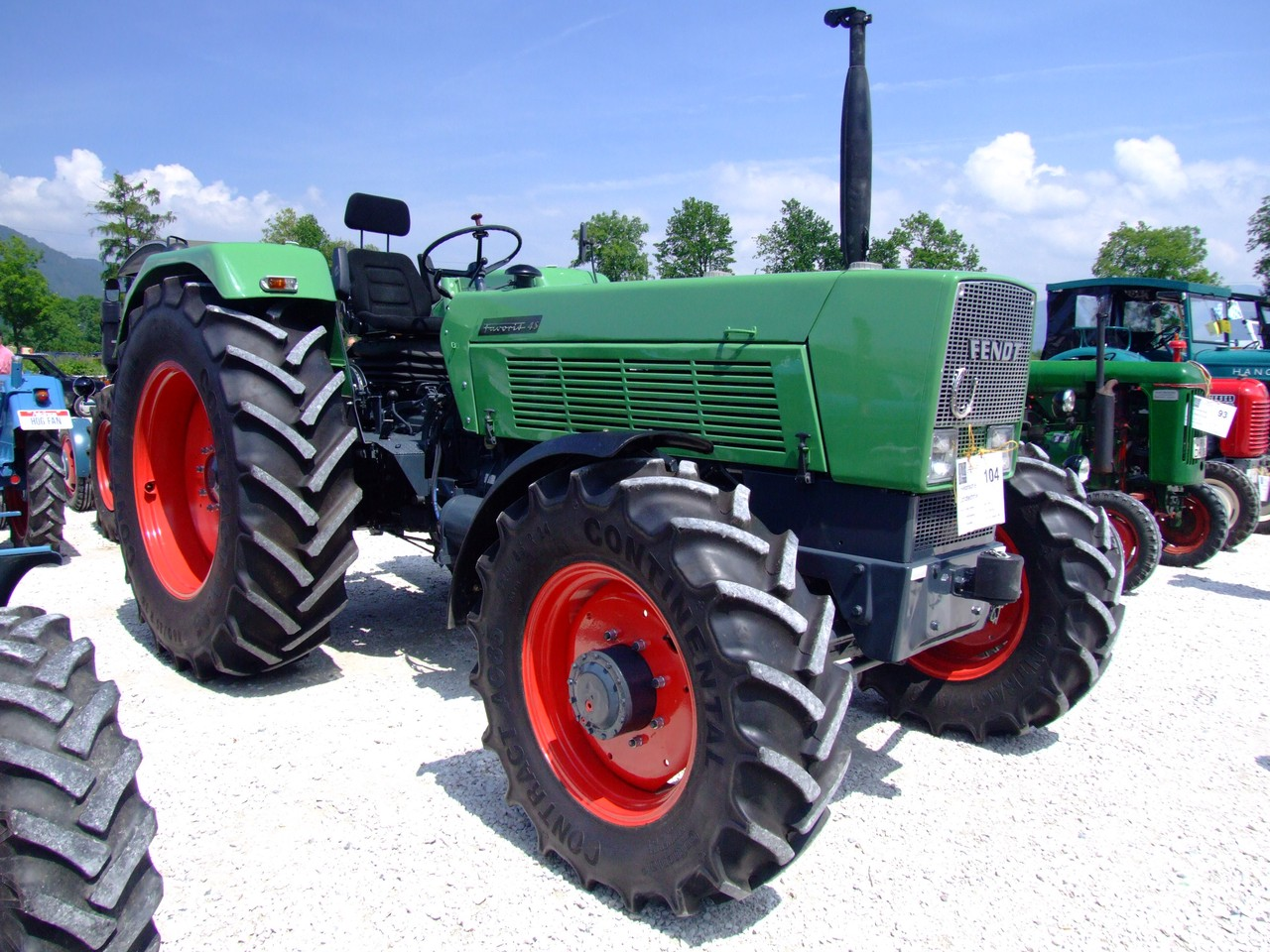
Fendt Favorit 4S

Nel 1961 viene costruito il 100.000º trattore Fendt, un Farmer 2 da 34 CV con motore MWM diesel a 3 cilindri a iniezione diretta e raffreddamento ad acqua e con cambio a 8 rapporti e 4 retromarce. In questi anni si ha un restyling e uno sviluppo dei precedenti modelli con potenze superiori.
Nel 1970 Fendt presenta il nuovo modello F250 GT, che consacra l'azienda tedesca numero uno nella produzione di macchine porta-attrezzi.
A partire dal 1976 Fendt produce anche trattori di grandi potenze fino a 150CV.
Nel 1980 esce la serie Farmer 300, con la caratteristica della cabina ammortizzata su elementi in gomma.
Nel 1984 esce il trattore a vista libera 380 GTA, con il motore a sogliola e senza cofano motore.
Nel 1985 Fendt diventa il primo produttore di trattori in Germania con una quota di mercato del 18,4%.
Nel 1987 venne presentata la nuova serie Farmer 200, progettati per tutti i tipi di terreno e di lavoro agricolo.
Nel 1993 i trattori Fendt della serie 800 sono i primi al mondo con il turboshift, l'ammortizzatore idropneumatico sull'assale anteriore e la cabina sospesa.
Nel 1994 il turboshift, e l'ammortizzatore idropneumatico sull'assale anteriore viene esteso anche sulla gamma di media potenza Favorit 500 C.

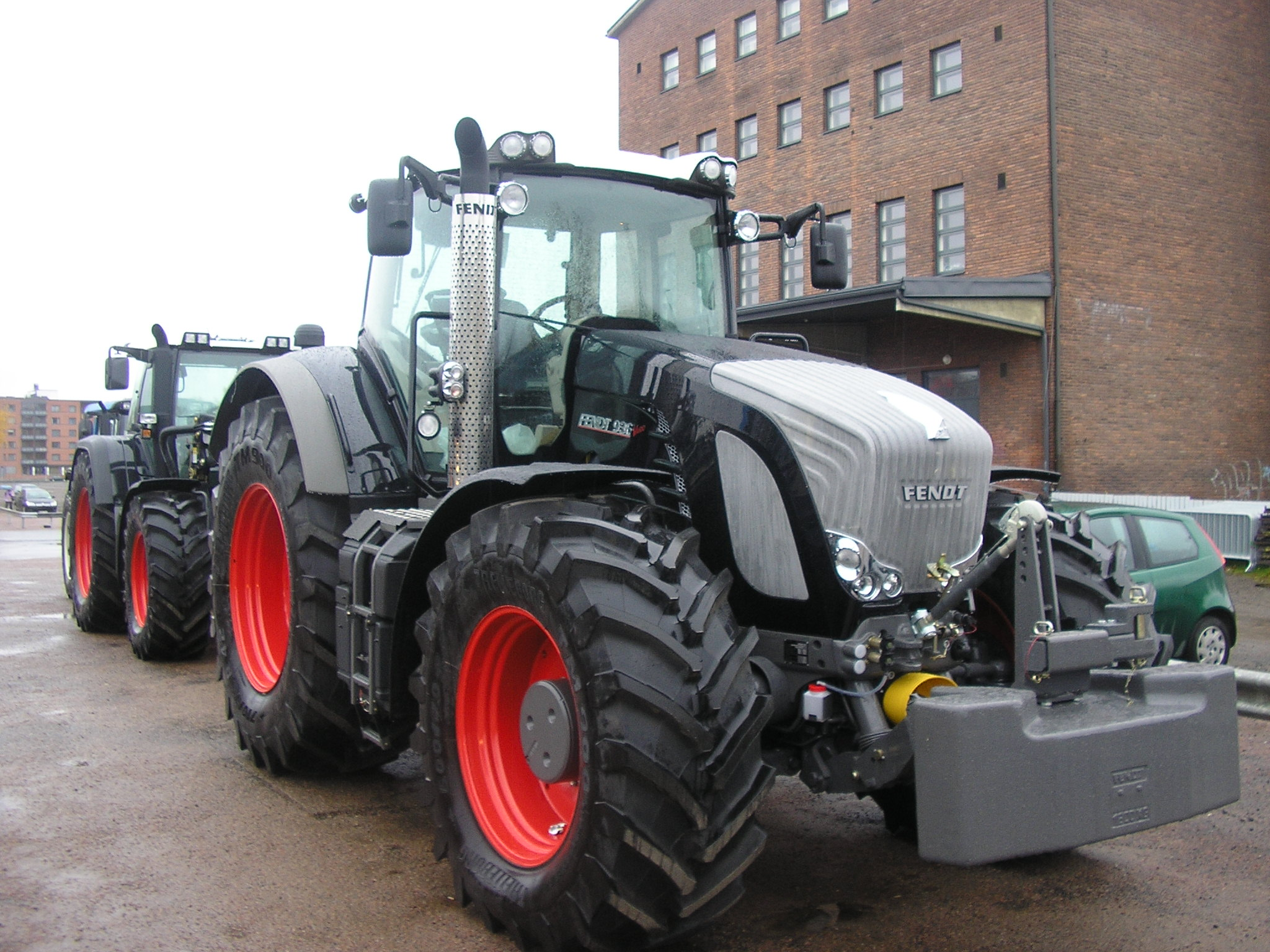
Fendt 936, versione "Black Beauty", 355 hp

Nel 1996 esce il Vario 926 con 260CV, il primo trattore ad alta potenza al mondo con la trasmissione continua.
Nel 1997 Fendt viene acquisita dal gruppo statunitense AGCO.
In quello stesso anno, viene presentata la serie Vario (cambio a variazione continua) della gamma Favorit.
Nel 1999, la serie Vario viene estesa anche alla gamma Farmer.
Nel 2002 escono le prime mietitrebbie e rotopresse del marchio, grazie a un contratto con il gruppo italiano ARGO Tractors (proprietario di Landini, McCormick, Valpadana, Gallignani e, all'epoca, di Laverda, azienda entrata nel gruppo AGCO dal 2011). Le mietitrebbie saranno prodotte a Breganze (provincia di Vicenza) nello stabilimento di Laverda mentre le rotopresse saranno prodotte dalla Gallignani nello stabilimento di Russi (provincia di Ravenna).
Nel 2004 l'assale anteriore ammortizzato è disponibile anche sui trattori da vigneto ed esce il sistema di guida satellitare GPS Auto-Guide.

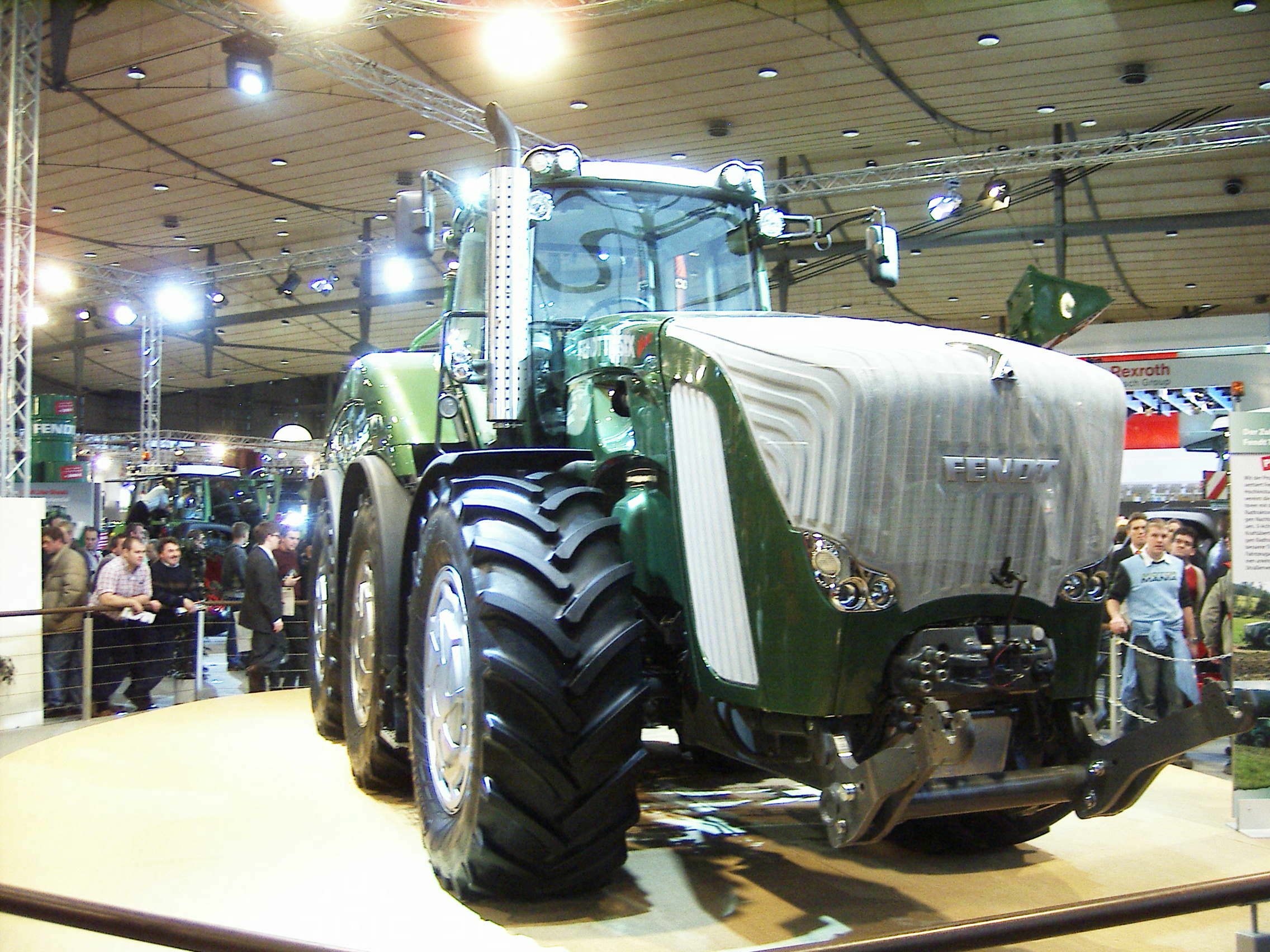
Fendt Trisix

Nel 2007, al salone Agritechnica, viene presentato un prototipo di trattore a 6 ruote motrici denominato Trisix, con 540 cavalli vapore e velocità massima di 60 km/ora.
Nel 2011 inizia un poderoso piano di investimenti da parte di AGCO (oltre 300 milioni di dollari nei siti produttivi del marchio Fendt) conclusosi a settembre 2012 con l'inaugurazione della nuova linea di assemblaggio nello stabilimento di Marktoberdorf, riprogettata secondo criteri di Lean Production e Just in time, e capace di produrre sulla stessa linea tutti i trattori della gamma, dai più piccoli della serie 200 fino alla serie 1000 con 500 cavalli.

## Stabilimenti
- Marktoberdorf, 1992 dipendenti (2006), è lo stabilimento principale in cui vengono prodotti tutti i trattori Fendt e le relative trasmissioni
- Asbach-Bäumenheim, 746 dipendenti (2006), in questo stabilimento vengono prodotte parti della carrozzeria, cabine e componenti in lamiera
- Kempten, in questo stabilimento vengono prodotte componenti idrauliche
- Hohenmölsen, vengono prodotte le trince semoventi della serie Katana e componenti in lamiera.

## Gamma attuale
- Fendt 200 Vario S/V/F/P
- Fendt 300 Vario
- Fendt 500 Vario
- Fendt 600 Vario
- Fendt 700 Vario Gen 6
- Fendt 700 Vario Gen 7
- Fendt 800 Vario
- Fendt 900 Vario /MT
- Fendt 1100 vario /MT

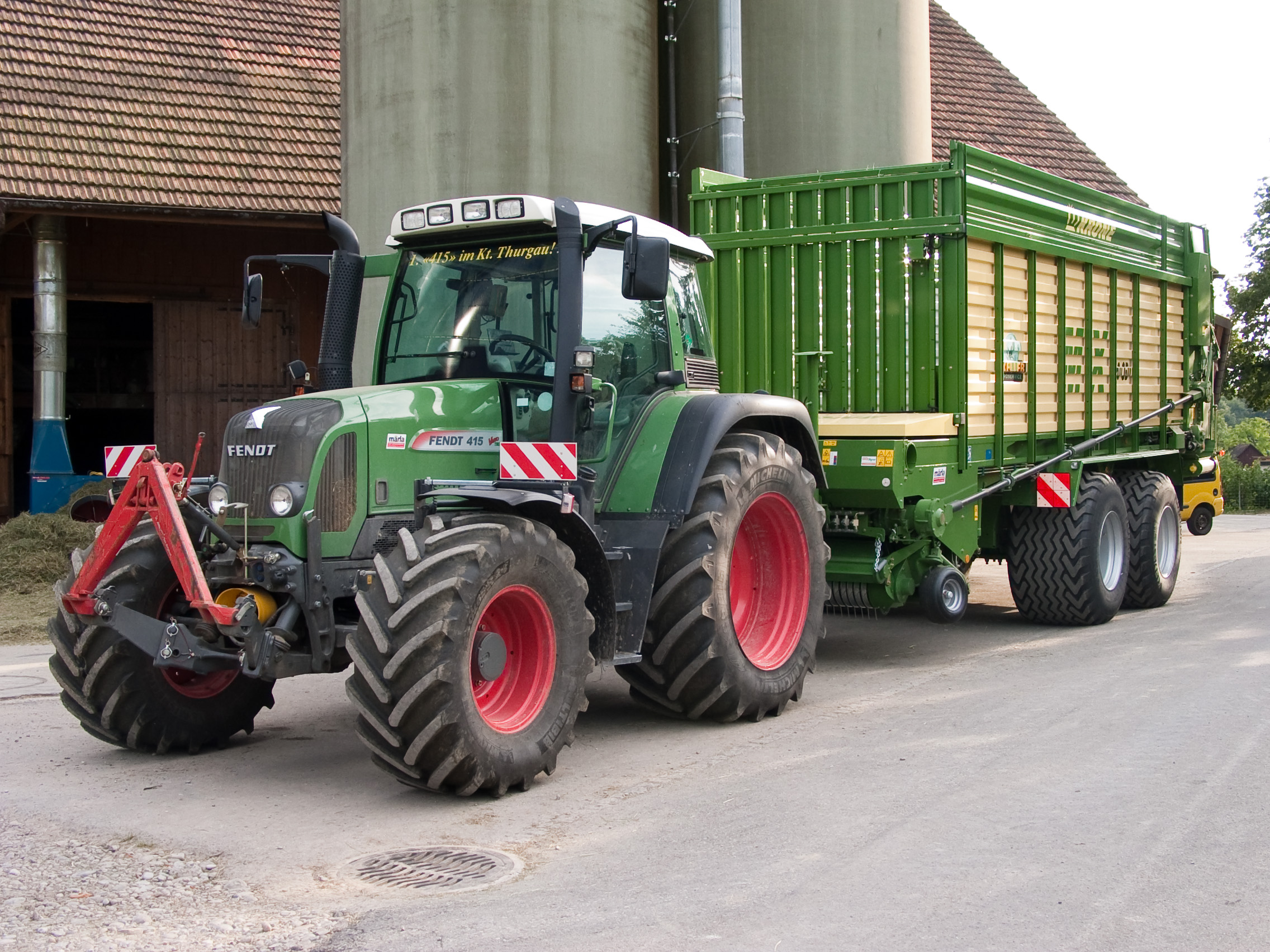
Fendt 415 Vario

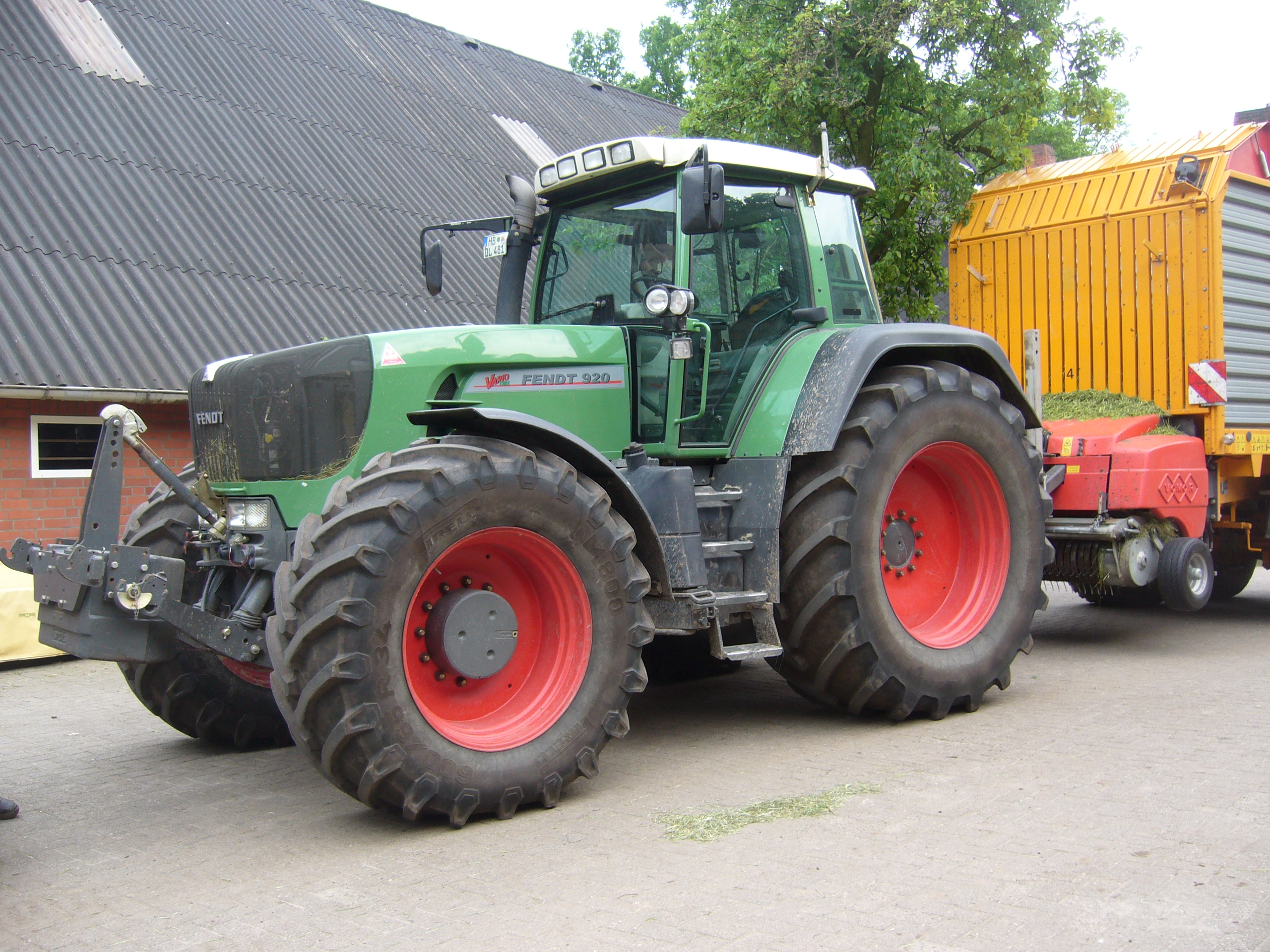
Fendt 920

- Mietitrebbie (prodotte in Italia nello stabilimento Laverda di AGCO a Breganze)
- Rotopresse Rotana F/V (prodotte dalla Lely/Welger)
- Trincia Katana 65 presentata al pubblico per la prima volta al Fendt Show nel 2010 a Wadenbrunn
- Falciatrici Fendt Cutter e Fendt Slicer
- Voltafieno Fendt Twister
- Ranghinatori Fendt Former
- Carro Raccoglitore Fendt VarioLiner/Tigo
- Irroratrici Fendt Rogator 600
- Telescopici Fendt Cargo T740